# Massif de Lherz
Pour les articles homonymes, voir Lhers.
Le massif de Lherz est un massif de montagnes de la chaîne des Pyrénées situé dans le département de l'Ariège en région Occitanie, en France. Il mesure 17 km de long pour 3 km de large, et culmine au mont Ceint à 2 088 mètres,,.
Géologiquement, à cause de la nature métamorphique et plutonique de ses roches et de sa position centrale dans la chaîne, le massif de Lherz fait partie de la zone axiale des Pyrénées.
C'est un petit massif, coincé entre le massif des Trois-Seigneurs au nord et le massif de Bassiès au sud. Son unité est surtout géologique car composée principalement de marbre, roche métamorphique, et aussi de lherzolite, roche plutonique qui tire son nom du massif. On trouve la lherzolite autour de l'étang de Lers mais aussi plus à l'est près de Suc-et-Sentenac.

## Géographie
| Vallée du Garbet                | Massif des Trois-Seigneurs       | Massif des Trois-Seigneurs |
| Vallée du Garbet Vallée d'Ustou | massif de Lherz                  | À compléter                |
| À compléter                     | Port de Saleix Massif de Bassiès | Vallée de Vicdessos        |

### Principaux sommets
Le mont Ceint s'appelle aussi pic de Girantès, pic de Gérentes ou encore pic de Gérentos selon l'échelle des cartes IGN.

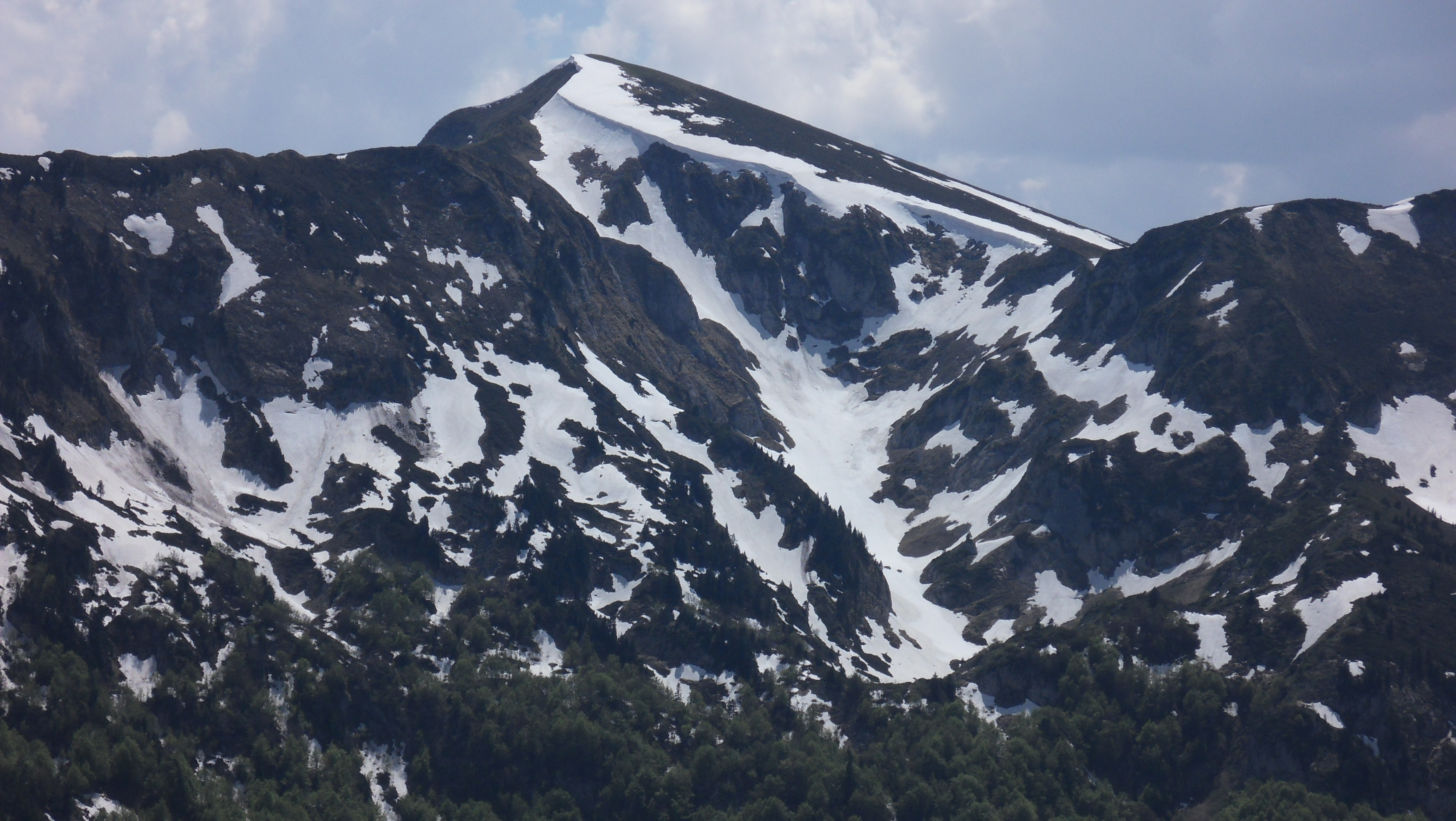
Vue du mont Ceint depuis l'étang d'Arbu.

Vue panoramique du massif de Lherz.

| Sommet                | Altitude (mètres) |
| --------------------- | ----------------- |
| Mont Ceint            | 2 088             |
| Sommet de Bizourtouse | 2 001             |
| Mont Béas ou La Pique | 1 903             |

### Géologie
Les roches actuelles de surface sont composées de strates géologiques issues de roches métamorphiques de type marbre et de roches plutoniques formées au cours du Jurassique.
Ainsi, la présence de lherzolite en surface est une particularité géologique du massif, lequel contient également de l'harzburgite, de la dunite et plus rare encore de l'ariégite, avec des inclusions de spinelle, de pyroxène et de grenat.
Au Paléogène, de −66 à −23 Ma, la remontée vers le nord de la plaque africaine entraîne avec elle la plaque ibérique. Celle-ci, coincée entre la plaque africaine au sud et la plaque européenne au nord, va entrer en collision avec elles, formant la cordillère Bétique au sud et la chaîne des Pyrénées au nord. Au niveau de la zone du massif de Lherz, les roches sont alors progressivement comprimées et remontées en altitude entre −53 et −33 Ma durant l'Éocène, puis l'érosion enlève les roches sédimentaires pour ne laisser à nu que les roches plutoniques actuelles plus dures.